# إيفان ليوبيسيتش
إيفان ليوبيسيتش (بالكرواتية: Ivan Ljubičić)‏ ولد في 19 مارس 1979 ببانيا لوكا وهو لاعب تنس كرواتي متقاعد مسريته كانت بين 1998 و2012، وكان أحسن إنجاز له في رابطة محترفي التنس المركز الثالث في 1 ماي 2006.

## روابط إضافية
- إيفان ليوبيسيتش على موقع رابطة محترفي التنس (الإنجليزية)
- إيفان ليوبيسيتش على موقع الاتحاد الدولي لكرة المضرب (الإنجليزية)
- إيفان ليوبيسيتش على موقع كأس ديفيز (الإنجليزية)
- إيفان ليوبيسيتش على موقع خلاصة التنس.كوم (الإنجليزية)
- إيفان ليوبيسيتش على موقع أوليمبيديا (الإنجليزية)
- Ljubicic Recent Match Results
- Ljubicic World Ranking History
- Ivan Ljubičić official site